# Kempton Park Racecourse

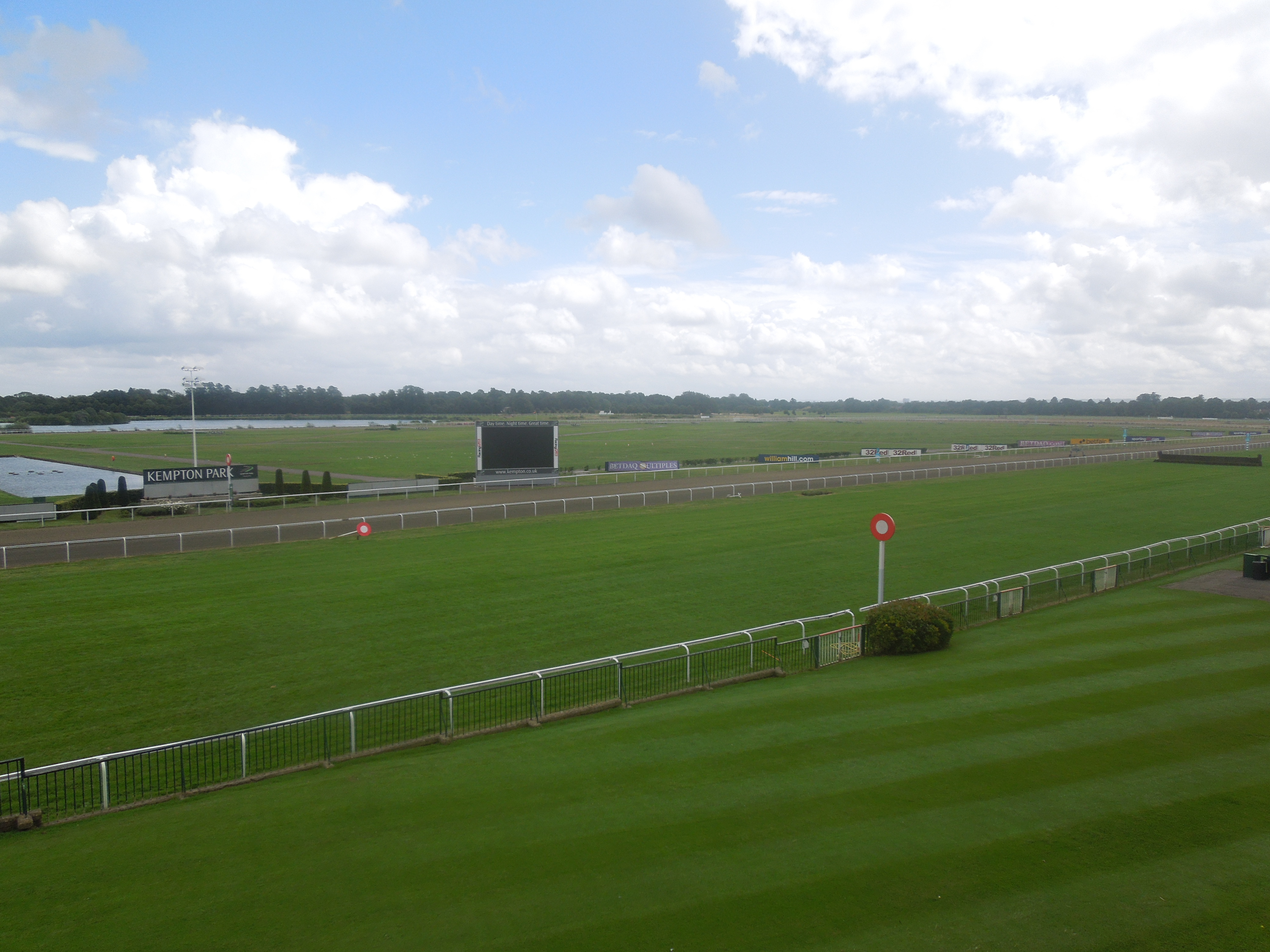
De finishlijn van de grasbaan en de binnenste baan.

Kempton Park Racecourse is een paardenrenbaan in Sunbury-on-Thames in het Verenigd Koninkrijk. De baan is eigendom van de Jockey Club. Het is de renbaan die het dichtst bij het centrum van Londen ligt.
De renbaan werd geopend in 1878 op initiatief van de zakenman Henry Hyde, die het park in 1872 had gekocht met de specifieke bedoeling er een renbaan aan te leggen. De baan kreeg een eigen spoorwegstation, Station Kempton Park.
Kempton Park heeft twee banen:  een ovale baan van 8 of 10 furlongs (ongeveer 1600 respectievelijk 2000 meter) — naargelang men de binnenste of de buitenste bocht gebruikt — die in 2006 in gebruik werd genomen. Deze baan bestaat uit Polytrack, een synthetisch materiaal samengesteld uit een mengsel van zand, gerecycleerde synthetische vezels en rubber. Op deze baan kan in alle weersomstandigheden geracet worden, ook bij kunstlicht. Door de aanleg van de Polytrackbaan is de grasbaan, die oorspronkelijk een gesloten driehoekige vorm had, onderbroken tot een open, driezijdige baan van 1 mijl en 5 furlongs aan de buitenzijde van de Polytrackbaan. Op de grasbaan, die bijna volledig vlak is, kunnen zowel vlakke galoprennen als hindernisrennen gelopen worden. 
Tussen twee zijden van de grasbaan en de Polytrackbaan is een meertje. In januari 2009 viel het paard Blue Warrior bij de start van een wedstrijd in het water, maar het dier kon gered worden.
Een van de belangrijkste wedstrijden die in Kempton Park gehouden worden is de King Georges VI Chase, een wedstrijd over drie mijl voor paarden van vier jaar of ouder, die op tweede kerstdag plaatsvindt. 